# Olivella poppei
Olivella poppei is een slakkensoort uit de familie van de Olividae. De wetenschappelijke naam van de soort is voor het eerst geldig gepubliceerd in 1998 door Bozzetti.